# Шевченко, Кристина Юрьевна
Кристи́на Ю́рьевна Шевче́нко (англ. Christine Shevchenko; род. 17 сентября 1988, Одесса) — американская артистка балета, солистка Американского театра балета (Нью-Йорк), с 2017 года — прима-балерина этой труппы.

## Биография
Родилась в 1988 году на Украине, в Одессе. Её отец был гимнастом из спортивной семьи, а мама пела, танцевала и училась актёрскому мастерству. Её дедушка был композитором и дирижёром.
В 4 года Кристина начала заниматься художественной гимнастикой в школе олимпийского резерва при Центральном стадионе Черноморского морского пароходства (ныне стадион «Черноморец»). Директором школы была тренер Нина Витриченко.
Когда девочке исполнилось 8 лет, её семья эмигрировала в США и поселилась в Пенсильвании. Там Кристина начала заниматься в балетной школе Rock School of Pennsylvania Ballet (ныне Rock School for Dance Education) под руководством Бо и Стэфани Спасов. В период обучения в течение трёх лет она танцевала партию маленькой Маши в балете «Щелкунчик» в постановке Пенсильванского балета). Также снималась в телевизионной передаче «Дега и балет» на канале NBC.
В 2003 году, в возрасте 15 лет, Шевченко она стала самой юной обладательницей награды Принцессы Грэйс, благодаря которой она смогла участвовать в международных конкурсах.
Занималась с такими русскими педагогами, как Лев Асауляк и Ольга Тозыякова[уточнить] (ранее — солисты Пермского театра оперы и балета), Елена Чернышова, Владимир Шумейкин. Также работала с Фернандо Бухонесом и Бенжамином Мильпье, который поставил ей номер «Каприз #1» для современной программы Московского международного конкурса.
В декабре 2007 года Кристина была принята в Американский театр балета в качестве стажёра балетной труппы, в июне 2008 года она была принята в кордебалет. В июне 2013 года Кристина заменила травмированную Джиллиан Мерфи в балете Алексея Ратманского «Фортепианный концерт № 1». Её исполнение отметила Джоан Акочелла, балетный критик журнала New Yorker. В августе 2014 года Шевченко была продвинута на положение солистки.
В мае 2017 года, во время сезона труппы на сцене Метрополитен-оперы, Кристина дебютировала в партии Китри в балете «Дон Кихот». На следующий день она вновь исполнила эту партию, заменив артистку, получившую травму. В июне 2017 года она дебютировала в партии Медоры в балете «Корсар», трижды исполнив эту роль в течение недели. Свой сезон артистка закончила выступлением в балете Джорджа Баланчина «Моцартиана» в паре с Дэвидом Холбергом.
В июле 2017 года Шевченко была названа прима-балериной (principal dancer) труппы. Её дебюты в 2018: Одетта / Одиллия («Лебединое озеро»), Гамзатти («Баядерка»), Жар-птица («Жар-птица») и Песни Буковины. Кристиныны дебюты в 2018/2019 сезонe: «Симфония Кончертанте» Баланчин, Клара Принцесса («Щелкунчик»), Ольга («На Днепре»), Голубой Сад, Lescaut’s Mistress («Манон»), Dream within a Dream, Балерина в Deuce Coupe and In the Upper Room

.
Дебюты Кристины в 2020 сезоне Каллирхо «Любовь и Ненависть», Дебюты Кристины в 2021 сезоне Жизель «Жизель».

## Награды
- 2003 — Награда принцессы Грэйс[3]
- 2005 — Золотая медаль и лауреат I премии Московского международного конкурса артистов балета (младшая группа), премия имени Юрия Зорича «Балет России» за признание талантов[49][50][51]
- 2006 — Бронзовая медаль Международного балетного конкурса в Джексоне, Миссисипи, США[52]
- 2010 — Margaret Moore Dance Award[53]
- 2015 — Leonore Annenberg Fellowship[54]

## Репертуар
- Жизель («Жизель»)
- Ромео и Джульетта («Джульетта»)
- Одетта / Одиллия («Лебединое озеро»)
- Гамзатти («Баядерка»)
- Китри («Дон Кихот»)
- Мерседес («Дон Кихот»)
- Медора («Корсар»)
- Клара Принцесса («Щелкунчик»)
- Жар-птица («Жар-птица»)
- Каллірxо («Любовь и Ненависть»)
- Пьерета («Арлекинада»)
- Ольга («На Днепре»)
- Песни Буковины — ведущая роль
- Балерина («Deuce Coupe»)
- Мирта («Жизель»)
- «Симфония Кончертанте» Баланчин — ведущая роль
- «Моцартиана» Баланчин — ведущая роль
- Mademoiselle Marianne Chartreuse in («Whipped Cream»)
- Lescaut’s Mistress in Manon
- Фея Сирени, Брилиант («Спящая красавица»)[55][56]
- The Pas de trois and the Italian Princess («Лебединое озеро»)
- Полигимния («Apollo») Баланчин
- Тени, Первая вариация («Баядерка»)
- Шестая вариация («Birthday Offering») Ashton — сольная роль
- Доярка («Светлый ручей»)
- Фея Лето («Золушка») Ashton
- Lead Мазурка/Чардаш («Коппелия»)
- Одалиска Третья вариация («Корсар»)
- Подруга Китри («Дон Кихот»)[57]
- Lead Can-Can Dancer in Gaîté Parisienne
- Мойна («Жизель»)
- Lead Персидская Лэди в («Золотой петушок»)
- Партизанка («Зелёный стол»)
- Nanine («Дама с камелиями»)
- Одна из сестёр («Щелкунчик») Ратманский
- Диана и Серес («Сильвия»)
- Канарейка («Спящая красавица»)
- Харлот («Ромео и Джульетта»)
- Stagehand’s fiance in Ghost Light[58]
- Голубой Сад — ведущая роль
- Сон во Сне — сольная роль
- В Верхней Комнате — ведущая роль
- Bach Partita — сольная роль
- The Brahms-Haydn Variations — ведущая роль
- Company B — сольная роль
- Duets — сольная роль
- Piano Concerto #1 — ведущая роль
- Seven Sonatas — ведущая роль
- Thirteen Diversions — ведущая роль
- Her Notes — ведущая роль
- Sinfonetta — сольная роль
- Symphonic Variations — ведущая роль
- AfterEffect — сольная роль
- Everything Doesn’t Happen at Once — сольная роль
- Private Light — сольная роль
- Raymonda Divertissements (Kolpakova/McKenzie) — сольная роль